# 1984年夏季残疾人奥林匹克运动会印度代表团
1984年夏季残疾人奥林匹克运动会印度代表团是印度派出的1984年夏季残疾人奥林匹克运动会代表团。获得2枚银牌和2枚铜牌。